# Rhipidocladum prestoei
Rhipidocladum prestoei là một loài thực vật có hoa trong họ Hòa thảo. Loài này được (Munro) McClure miêu tả khoa học đầu tiên năm 1973.